# Reiny Landkroon
Reiny Landkroon (née en 1965 à Enschede, Pays-Bas) est une chanteuse néerlandaise. Elle est la jeune sœur de Wilma Landkroon, qui a eu des succès internationaux dans les années 1970 et est connue une des plus populaires jeunes stars de son temps, et son frère, Henny Thijssen, est chanteur, auteur et du compositeur des textes. 
De 1983 à 1988 Reiny Landkroon a été connue avec le nom d'artiste Sacha et a eu quelques succès : Mooie Melodie, Maar Nu Is Het Te Laat, Geloof Me, Eenzame Nachten et Gefangen Tussen vier Muren. Sous son prénom Reiny elle a édité Zo Gelukkig Met Jou, Nu je weg bent et d'autres chansons. Elle a aussi fait des chansons en duo avec Vader Abraham, ainsi qu'avec Arne Jansen. 
En 2009 un nouveau CD de Reiny Landkroon (Misschien dat het oog nog went) est édité.